# Kote (Rüstung)
Der Kote (jap. 籠手, auch 小手, 甲手 oder 篭手) bezeichnet die Arm- und Handpanzerung der japanischen Rüstung.

## Beschreibung
Die Kote gibt es in zahlreichen Versionen. Es handelt sich dabei um Ärmel, die aus Leder oder Seide hergestellt und mit verschiedenen Versionen der Panzerung ausgestattet sind. Sie sind am Handgelenk eng gearbeitet und werden zur Schulter hin breiter. Am oberen Ende sind Schnüre angebracht, mit denen die Kote um die Brust festgebunden werden. Es gibt Versionen die mit Kettenpanzer oder mit verschiedenartigen Typen von Lamellenpanzer oder Plattenpanzer gerüstet sind. An den Händen ist ein Panzerschutz angebracht, den man (jap.) "Tetsu-Gai" nennt. Er schützt die Handoberseite sowie den Daumen und ist auf dem Material der Kote befestigt. Die Plattenpanzer befinden sich ausschließlich auf der Außenseite der Kote, die Innenseite ist nicht gepanzert. Am oberen Ende ist eine Platte (jap. "Kamura-Ita") befestigt die über den Rand der Kote herausragt. Diese Platte dient dem Schutz der Schulter. An ihr sind drei Schnüre befestigt, wovon zwei um den Oberkörper gebunden werden und die dritte an der gleichen Schnur der Kote des anderen Armes. Direkt unterhalb dieser Platte, etwa in der Höhe des Bizeps, ist eine größere Platte, oder mehrere kleinere, mit Kettenpanzer verbundene Platten angebracht (jap. "Gaku-No-Ita").
Im Bereich des Ellbogens ist eine Platte (jap."Ikada") für den Schutz desselben befestigt und bei manchen Versionen sind an dieser Platte parallel laufende Metallschienen befestigt, die ebenfalls mit Kettenpanzer verbunden sind. Am Ende schließt die bereits oben erwähnte "Tetsu-Gai" die Panzerung an der Hand ab.
Die "Tetsu-Gai" ist an den Rändern mit Leder gepolstert und besitzt auf der Unterseite Schlaufen die für die Aufnahme der Finger gedacht sind. Zum zusätzlichen Schutz wurden unter den "Tetsu-Gai" Lederhandschuhe getragen. Bei älteren Modellen waren auf den Fingern ebenfalls Metallplatten angebracht, die auch mit Kettengewebe verbunden waren. Diese waren dann auf die Lederhandschuhe aufgenäht. Die Kote selbst gibt es verschiedene Modelle, die nach der jeweiligen Materialauswahl benannt sind. Die Wichtigsten sind:
- Yoshitsune-Gote: Die Kote sind sackförmig. Es wurde nur als Einzelstück am linken Arm getragen. Panzerung mit einer breiten Schiene die mit Kettengewebe am Ellbogen unterbrochen ist.

- Bishamon-Gote: Die Plattenpanzerung liegt auf einer Unterlage aus Kettenrüstung. Der Unterarm ist mit Schienen gepanzert.

- Oda-Gote auch Kaga-Gote: Sind mit Panzerplatten in der Form einer Kürbisflasche besetzt (jap. Hyōtan). Stellenweise sind unregelmäßig kleine Metalplatten eingesetzt (jap. Ikada).

- Tetsu-Kote: Komplett mit Kettenpanzerung überzogen. Der Ober- und der Unterarm ist mit Metallplatten- oder -schienen gepanzert.

- Tsugi-Gote: Der Oberarm ist mit einer größeren Platte gepanzert, die mit der Kote durch Kettenpanzerung verbunden ist. Der Unterarm ist mit Kettenpanzerung belegt.

- Shino-Gote: Die beiden Versionen Yetchiu-Gote und Awase-Gote unterscheiden sich nur durch die Art der Befestigung am Körper. Sie sind im ganzen mit Ketten-, Schienen- und Plattenpanzerung geschützt, die im Abstand von nur wenigen Zentimetern angebracht sind.

- Oshi-No-Gote: Die Außenseite des Unterarmes ist abwechselnd mit Platten- und Schienenpanzerung gearbeitet.

- Hansho-Gote: Nur der Unterarm ist gepanzert. Die Panzerung besteht oft aus drei langen Platten, die mit Kettenpanzerung verbunden sind und mit Leder oder Stoffen gepolstert.

- Tominaga-Gote: Zwei Kote (rechter und linker Arm) sind durch einen Kragen aus Brokat oder Leder verbunden.

- Yu-Gote: Ist aus Seide oder Brokat hergestellt und im Allgemeinen besitzt es keine Metallteile. Diese Kote werden normalerweise nur beim Schießen mit dem Yumi benutzt.

- Kusari-Gote:  Ist komplett mit Kettenpanzerung überzogen. Es gibt keine Plattenpanzerung.

- Karuta-Sashinuki-Kote: Diese Kote sind miteinander durch eine Art Weste verbundene Kote. Die Weste besitzt einen Kragen und reicht etwa bis zur Hüfte. Die Ärmel sind mit Ketten- und Plattenpanzer belegt. der Anteil an Plattenpanzer ist gering.

Es gibt noch weitere Versionen, die jedoch nicht so oft benutzt wurden.
- Kusari-Kikko-Gote: Diese Form der Kote ist mit Kettenpanzerung am Unterarm versehen. Den Oberarm ziert ein Muster aus Hexagonalen Linien. Die Handpanzer sind am unteren Ende nicht vorhanden.

- Han-Gote: Sind kürzer als die normalen Kote. Sie sind oft mit Metallringen gepanzert[1].

## Galerie

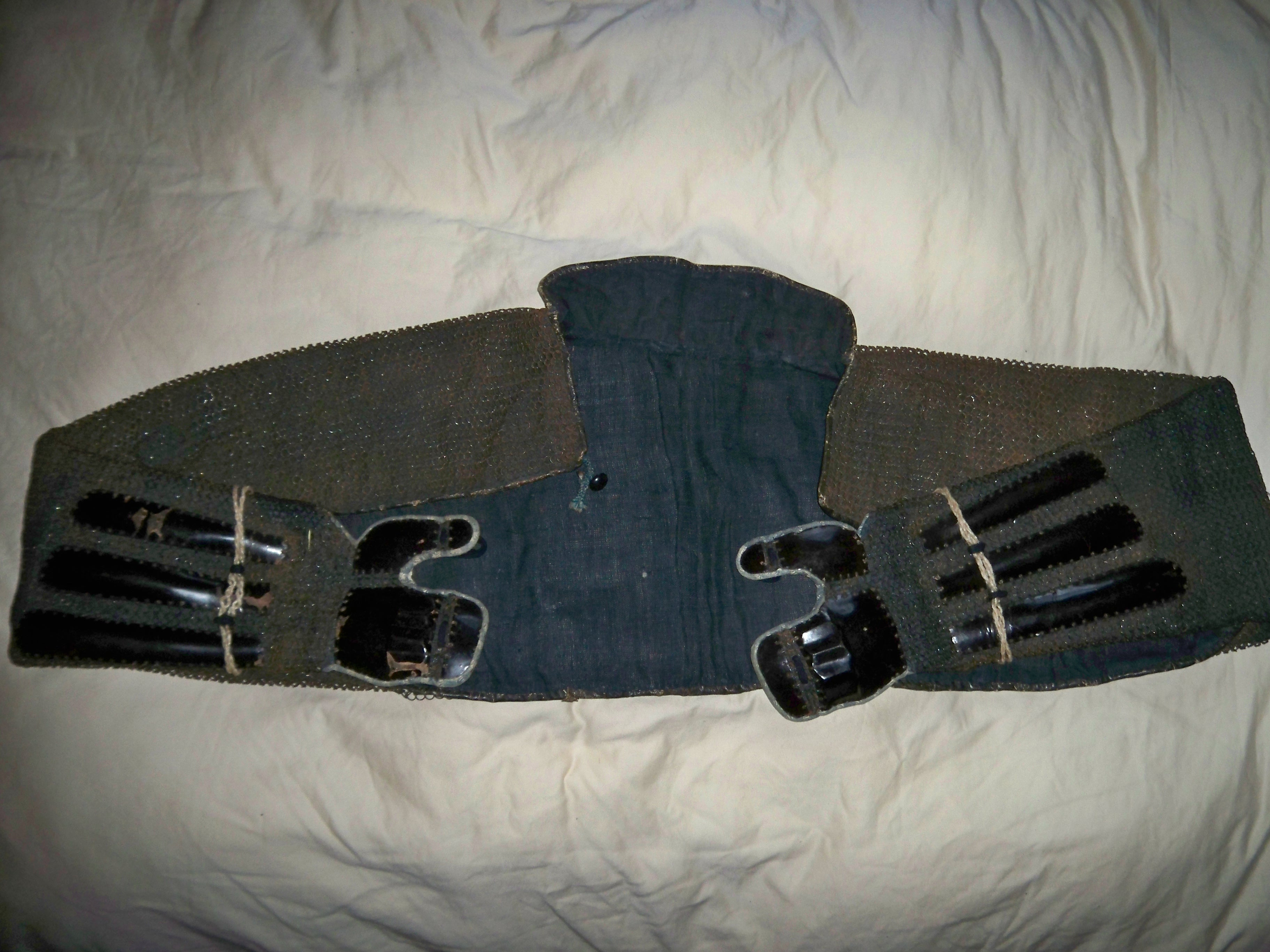
Sashi-Nuki-Gote
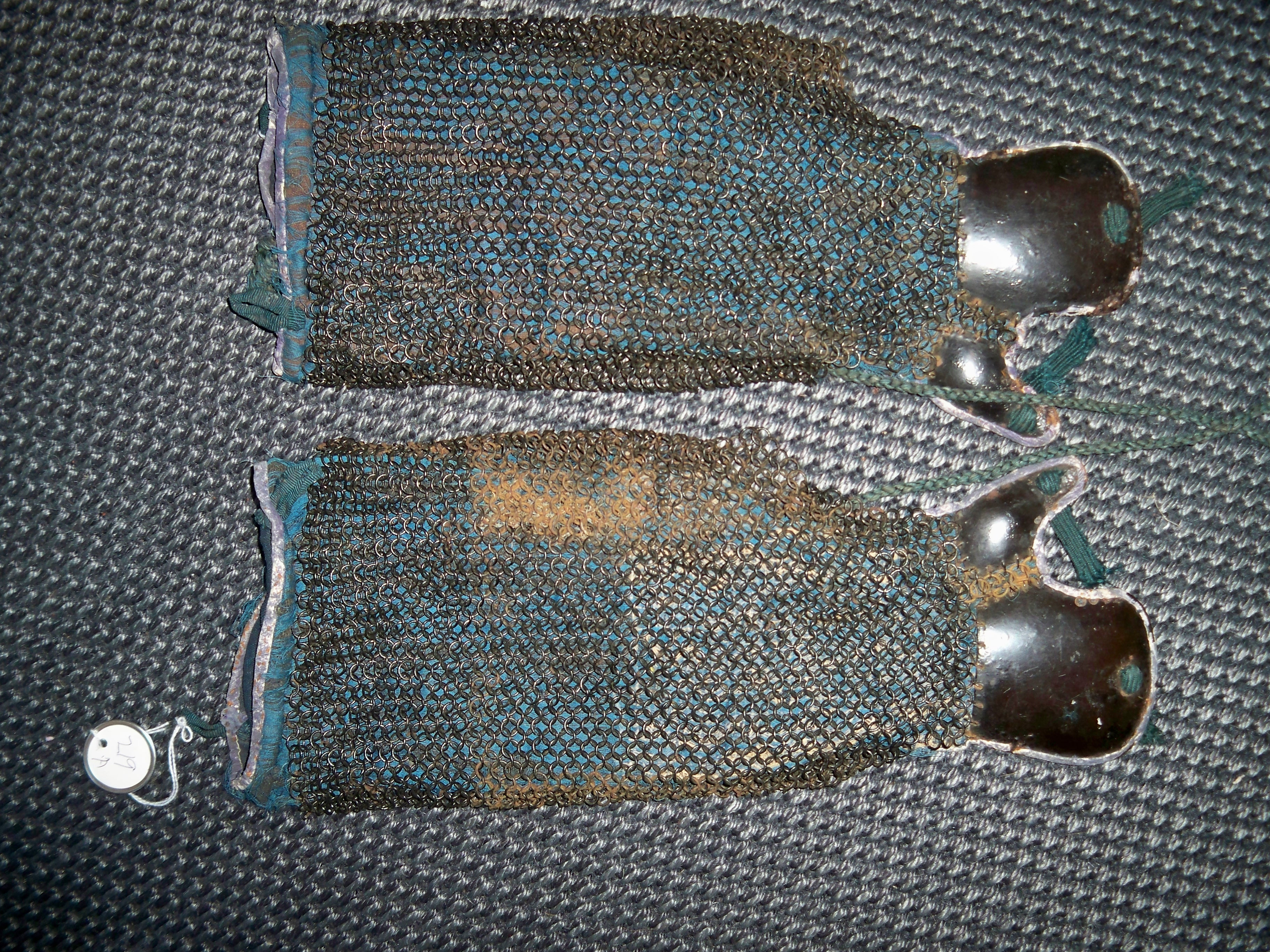
Kusari-Gote
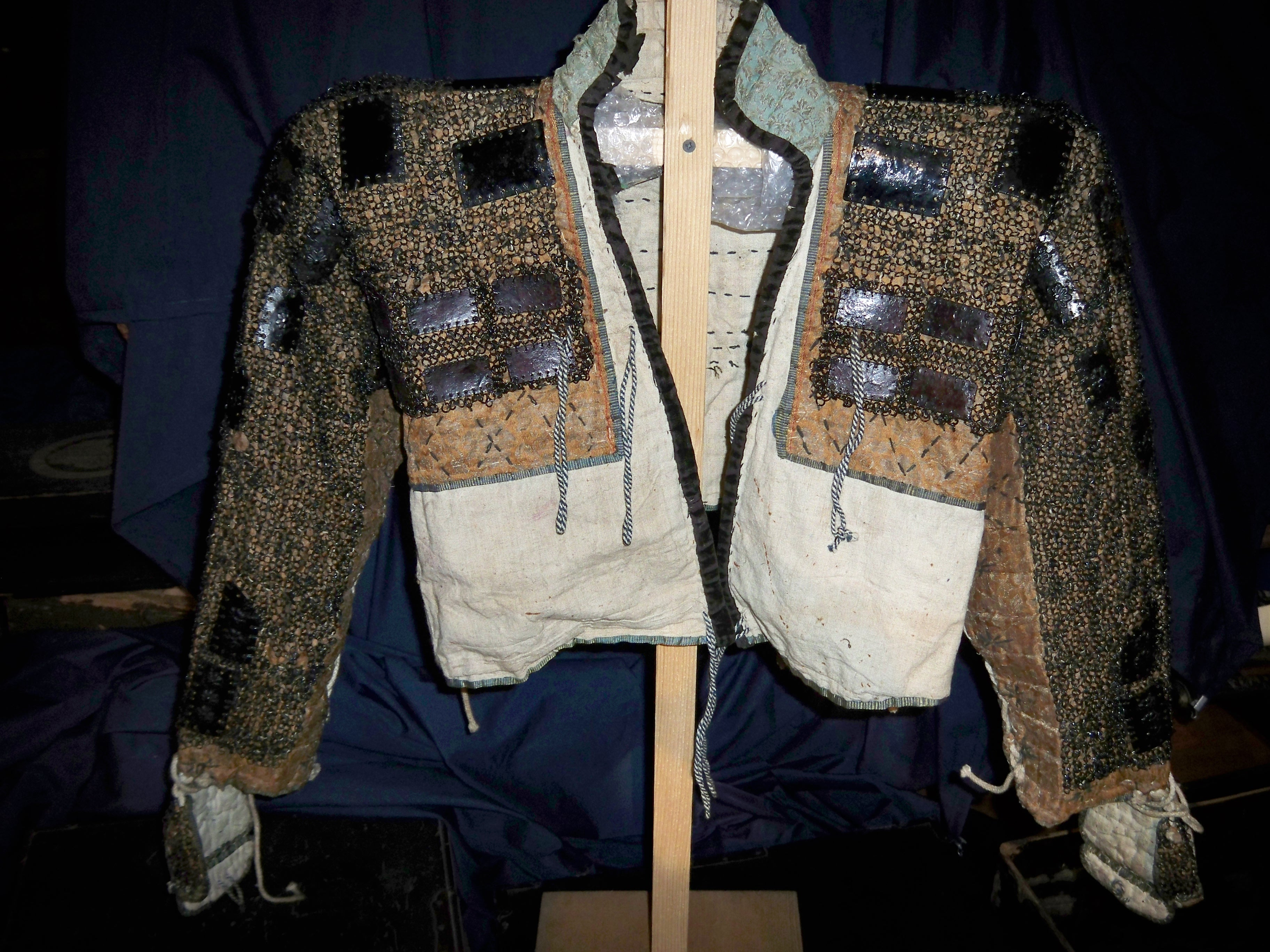
Karuta-Sashinuki-Gote
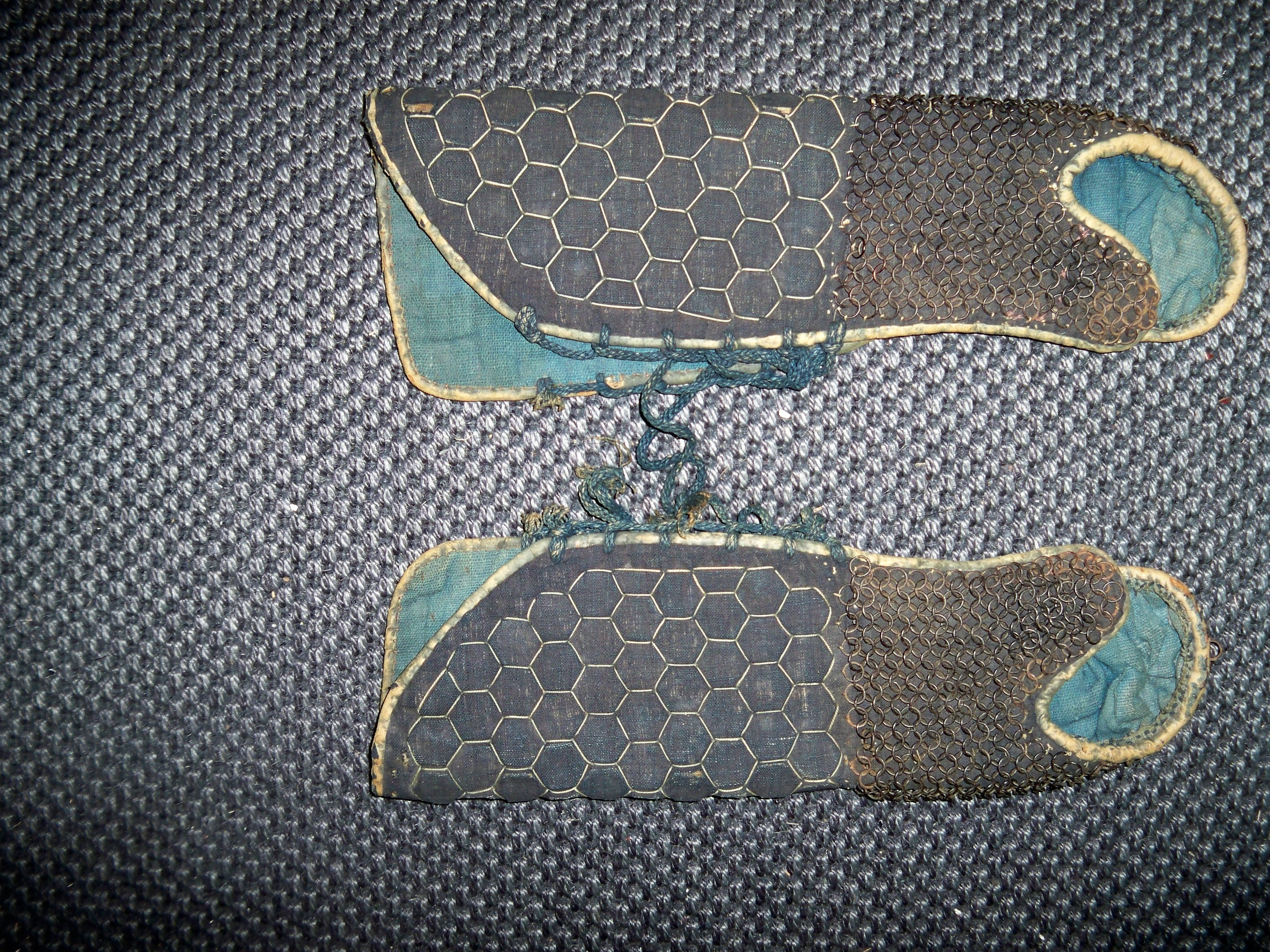
Kusari-Kikko-Gote
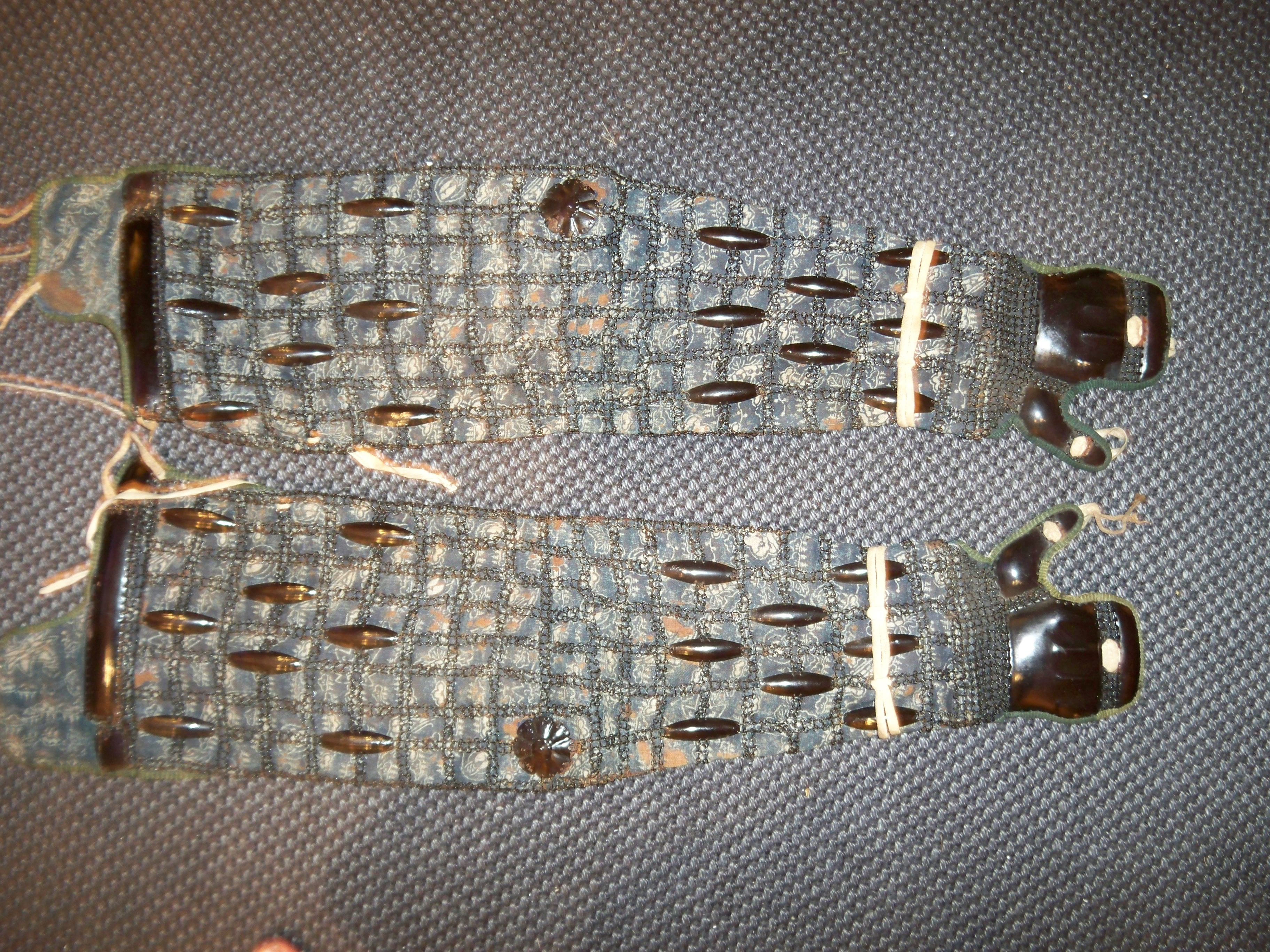
Fukuro-Gote
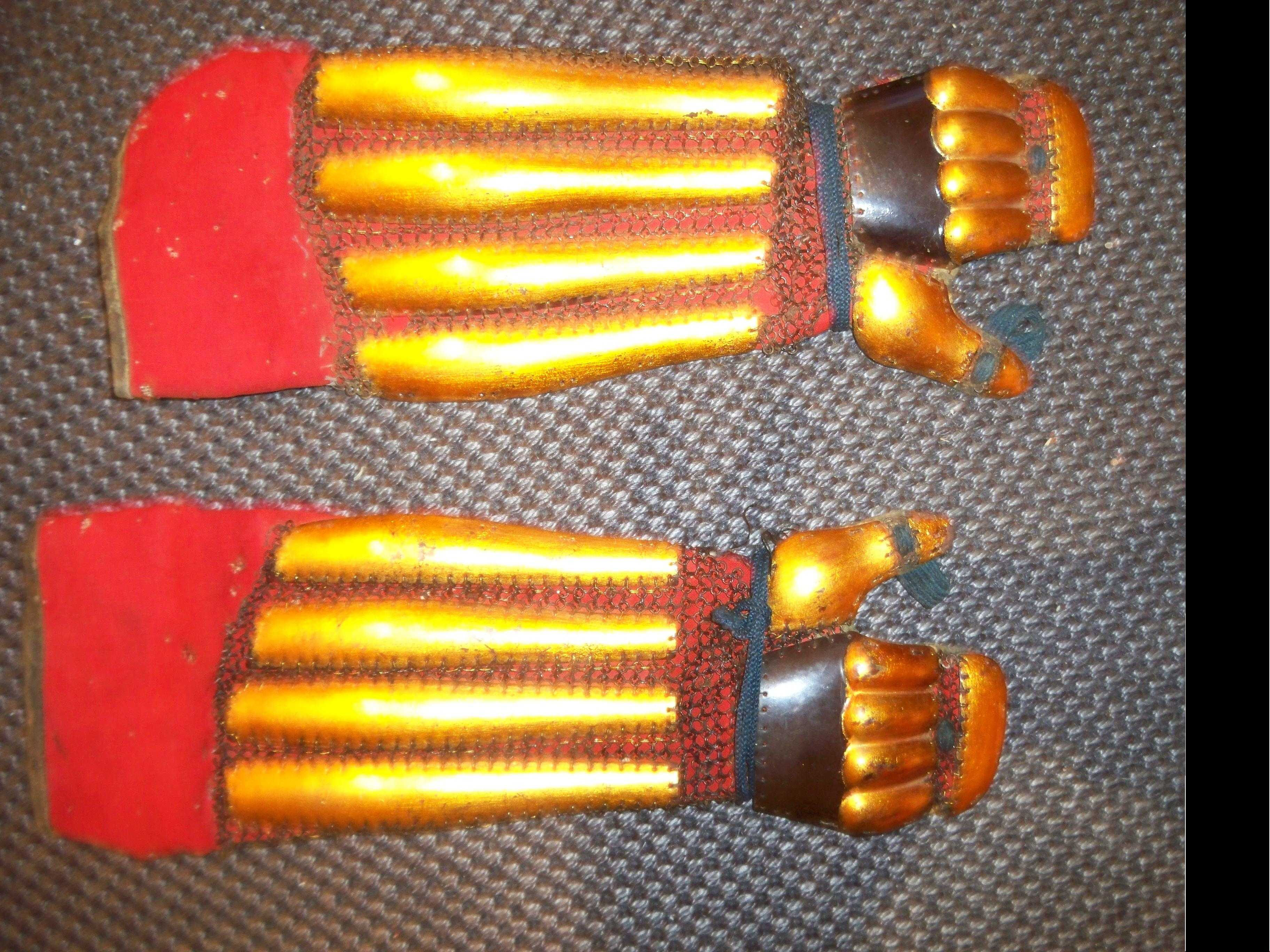
Hansho-Gote
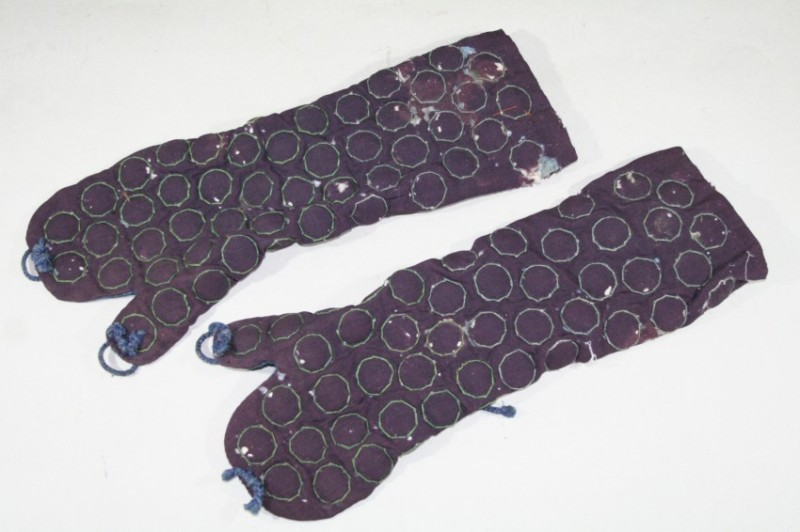
Han-Gote